# FK Dynamo Moscou
Attention cet article possède des homonymes multiples. Pour consulter les autres clubs sportifs du même nom, voir Dynamo Moscou.
Maillots
Le Futbolny klub Dynamo Moscou, plus communément appelé Dynamo Moscou (en russe : «Динамо-Москва») ou Dinamo Moscou en français, est un club de football russe de première division basé à Moscou. Il est une des sections du club omnisports du Dynamo Moscou.
Fondé en 1923 sous le régime soviétique, le club est alors étroitement lié au ministère de l'Intérieur ainsi qu'à la police politique (GPU puis KGB) dont il est le club représentant. Il est, avec le Dynamo Kiev, la seule équipe de championnat à disputer l'intégralité des éditions du championnat entre 1936 et la fin de l'URSS en 1991, remportant celui-ci à onze reprises ainsi que la coupe nationale six fois. Il est par ailleurs finaliste de la Coupe des coupes en 1972.
Intégré en 1992 au sein de la nouvelle première division russe, le Dynamo y connaît initialement de bonnes performances en terminant plusieurs fois sur le podium ainsi qu'en remportant la Coupe de Russie en 1995. Il connaît par la suite un déclin progressif à partir de la fin des années 1990, se classant régulièrement dans le milieu voire le bas de classement avant de finalement connaître la première relégation de son histoire à l'issue de la saison 2015-2016. Il passe par la suite une année au deuxième échelon avant de retrouver l'élite en 2017.
Le Dynamo évolue au stade Dynamo de sa fondation jusqu'à sa démolition à partir de 2008. Il joue par la suite à l'Arena Khimki avant d'emménager à la VTB Arena en début d'année 2019.
Les couleurs traditionnelles du club sont le bleu et le blanc. Sa devise est « le pouvoir en mouvement », qui a été popularisée par l'écrivain Maxime Gorki, membre actif de l'association Dynamo.

## Histoire

### 1923-1936: Fondation et premières années
Le Dynamo est fondé le 18 avril 1923 en tant que section footballistique de la nouvelle société sportive Dynamo, créée par le ministère de l'Intérieur sous l'impulsion de Félix Dzerjinski, chef de la Guépéou, la police politique soviétique, afin de permettre aux agents des milices et des services de renseignement, ainsi qu'à d'autres fonctionnaires tels que les collecteurs d'impôts notamment, de rester en bonne condition physique,. L'assemblée constituante établie dans la foulée les principaux symboles de la société, tels que le choix des couleurs bleue et blanche ainsi que l'emblème du losange et de la lettre cyrillique Д (le D latin) en écriture cursive. Les premiers joueurs de cette nouvelle équipe proviennent de plusieurs clubs moscovites dissous pour laisser place au Dynamo, le plus notable étant le Sokolniki Moscou dont l'un des anciens joueurs, Fiodor Tchoulkov, se voit confier le recrutement des joueurs et ramène avec lui plusieurs de ses coéquipiers. Le premier match de l'histoire du Dynamo se joue ainsi exclusivement avec des joueurs de l'ancien Sokolniki qui arborent alors encore les couleurs noire et blanche du club disparu. Peu après la création du club, la construction du stade Dynamo, où il évolue par la suite jusqu'à sa fermeture en 2008, est entamée pour s'achever en août 1928, l'équipe évoluant en attendant sur un terrain aménagé dans la rue Orlovo-Davydovski.
Le Dynamo est intégré à partir de 1924 au sein du championnat de Moscou, terminant quatrième de la phase printanière pour sa première saison. Après avoir fini vice-champion de la ville en 1925 puis en automne 1927, le club l'emporte finalement à l'issue de la saison 1928. Il termine par la suite champion quatre autres fois en automne 1930, en 1931, en automne 1934 et au printemps 1935. Dès ses premières années, l'équipe se démarque par sa force offensive avec notamment les attaquants Sergueï Ivanov, Vassili Pavlov ou encore Valentin Prokofiev et Vassili Smirnov.

### 1936-1950: Débuts dans le championnat soviétique et premier âge d'or
Le printemps 1936 voit la création de la première division soviétique, dont le Dynamo devient une des sept équipes fondatrices et une des quatre équipes moscovites participant à la première édition de la compétition. Comptant alors dans ses rangs des joueurs tels que Mikhaïl Semitchastny, Sergueï Iline et Mikhail Yakushin, l'équipe domine totalement le championnat printanier, affichant un bilan de six victoires en six matchs pour s'octroyer le premier titre de champion d'Union soviétique de l'histoire devant le Dynamo Kiev. Inscrit par la suite pour la première édition de la coupe nationale à l'été 1936, le club décline finalement de participer au tournoi en faveur d'une tournée en Tchécoslovaquie. Le championnat d'automne voit ensuite le Dynamo échouer à conserver son titre, finissant deuxième à un point du Spartak Moscou. Il se rattrape cependant l'année suivante en effectuant un doublé Coupe-Championnat, remportant le premier au détriment du Dinamo Tbilissi et le second devant le Spartak.
Les années suivants ce succès s'avèrent plus décevantes, avec une cinquième place en 1938 puis une septième position l'année suivante, couplé à des éliminations précoces en coupe. Renforcée notamment par les arrivées de Vassili Trofimov, Sergueï Soloviov et Vsevolod Blinkov, l'équipe parvient finalement à remporter son troisième championnat à l'issue de la saison 1940. Elle se classe par ailleurs première du championnat 1941, qui n'est cependant jamais achevé en raison de la Seconde Guerre mondiale. À la reprise de la compétition en 1945, le Dynamo, renforcé par l'arrivée notable de Konstantin Beskov et de l'entraîneur Mikhail Yakushin, remporte le premier championnat d'après-guerre devant le CDKA Moscou, club de l'armée, bien que ce dernier parvienne à remporter la coupe nationale lors de la finale opposant les deux équipes. Les années qui suivent voient le Dynamo et le CDKA s'opposer une concurrence marquée en championnat jusqu'à la fin des années 1940 qui débouche sur cinq titres de champion entre 1946 et 1951 pour ce dernier tandis que le Dynamo l'emporte en 1949, terminant vice-champion à quatre reprises dans le même temps. Il atteint par ailleurs deux nouvelles finales de coupe en 1949 et 1950, perdant chacune respectivement face au Torpedo Moscou et au Spartak Moscou.

### 1951-1972: Deuxième âge d'or et finale de Coupe des coupes
La période 1951-1953 voit le Dynamo se maintenir parmi les cinq premiers, sans se placer cependant comme un concurrent marqué pour le titre, échouant ainsi à tirer parti de la disparition temporaire du CDKA tandis que le Spartak l'emporte en 1952 et 1953. Cette dernière année voit tout de même le club remporter sa deuxième coupe nationale au détriment du Zénith Kouïbychev. À partir de 1954, l'équipe entraînée à nouveau par Mikhail Yakushin et se composant notamment de joueurs tels que Lev Yachine, Vladimir Iline, Boris Kuznetsov et plus tard de Vladimir Kesarev ou encore Igor Tchislenko, connaît un deuxième âge d'or qui le voit remporter le championnat à quatre reprises entre 1954 et 1959, puis une dernière fois en 1963, année qui voit Lev Yachine être élu Ballon d'or, devenant le seul gardien de but à remporter cette récompense.
Les années suivants cette période dorée sont plus difficiles pour le club dont les principaux acteurs quittent l'équipe ou arrivent au terme de leur carrière. Il se positionne ainsi comme une équipe de haut de classement avec plusieurs places dans les cinq premiers, et même deux places de vice-champion en 1967 et 1970. Ces deux années s'accompagnent par ailleurs de victoires en Coupe respectivement face au CSKA Moscou puis au Dinamo Tbilissi. Cette dernière victoire permet alors au Dynamo de se qualifier pour sa première compétition européenne de son histoire en prenant part à la Coupe des coupes 1971-1972. Dirigée alors par Konstantin Beskov, l'équipe l'emporte face aux Grecs de l'Olympiakos puis les Turcs d'Eskisehirspor, elle élimine par la suite l'Étoile rouge de Belgrade en quarts de finale avant de l'emporter aux tirs au but contre le Dynamo Berlin pour accéder à la finale de la compétition dès sa première participation. La finale disputée à Barcelone au Camp Nou s'achève cependant par une défaite des Soviétiques face aux Écossais des Glasgow Rangers sur le score de 3-2.

### 1973-1991: Dernier titre de champion et fin de période soviétique
Après ce parcours, l'équipe poursuit ses saisons inconstantes en championnat, terminant troisième en 1973 et en 1975, et sixième entre-temps. Elle termine finalement première lors du championnat printanier de 1976, remportant ainsi son treizième et dernier titre de champion d'Union soviétique sous la houlette d'Aleksandr Sevidov. Cette victoire est suivie l'année suivante d'une cinquième coupe nationale remportée face au Torpedo Moscou, lui permettant de participer à la Coupe des coupes 1977-1978 où le Dynamo connaît un nouveau parcours notable, éliminant notamment le Bétis Séville en quarts de finale avant de finalement échouer au tour suivant face à l'équipe autrichienne de l'Austria Vienne après avoir perdu la séance des tirs au but à l'issue de la confrontation. Finissant finaliste de la coupe en 1979, il se qualifie à nouveau pour la Coupe des coupes, étant cette fois vaincu en quarts de finale par le club français du FC Nantes.
Le début des années 1980 s'accompagne d'une période très difficile sportivement pour le club qui côtoie régulièrement le bas du classement entre 1980 et 1985, terminant même seizième en 1984 et n'évitant la relégation que d'un point. Cette dernière année voit cependant le club remporter sa sixième et dernière coupe d'Union soviétique, lui permettant de prendre part une à la Coupe des coupes 1984-1985 où il connaît à nouveau un très bon parcours le voyant atteindre le stade des demi-finales pour la troisième fois en quatre participations, qui s'achève cependant sur une nouvelle défaite à ce stade face au Rapid Vienne. Repris en main par Eduard Malofeev entre 1985 et 1987, le Dynamo parvient à faire son retour sur le podium pour la première fois depuis 1976 en terminant deuxième du championnat en 1986. Les dernières années du championnat soviétique le voit à nouveau stagner dans le milieu de classement, malgré une troisième place en 1990. À la dissolution de la compétition en 1991, le Dynamo se classe comme la troisième équipe la plus titrée du championnat avec onze titres de champion, derrière le Dynamo Kiev et le Spartak Moscou qui en comptent respectivement 13 et 12. Il se démarque par ailleurs comme étant la seule équipe à avoir pris part à l'intégralité des éditions de la première division soviétique. Il est également le troisième club ayant remporté le plus de coupes nationales avec six trophées, à égalité avec le Torpedo Moscou et à nouveau derrière le Spartak Moscou et le Dynamo Kiev.

### 1992-2016: Performances inconstantes en championnat et relégation
Intégré directement au sein de la nouvelle première division russe en 1992, le Dynamo connaît des débuts relativement prometteurs dans la compétition, enchaînant trois podiums d'affilée entre 1992 et 1994 et remportant la Coupe de Russie en 1995 au détriment du Rotor Volgograd. Les années qui suivent voient cependant l'équipe retomber progressivement au classement, malgré une troisième place en 1997 et deux finales de coupe perdues en 1997 et 1999 face au Lokomotiv Moscou et au Zénith Saint-Pétersbourg respectivement.
En partenariat étroit avec la banque VTB à partir de 2005, le club entraîné par Andreï Kobelev entre 2006 et 2010, parvient notamment à atteindre la troisième place du championnat lors de la saison 2008, lui permettant de se qualifier pour la première fois de son histoire en Ligue des champions. Son parcours y est cependant très bref, avec une élimination d'entrée face au Celtic Glasgow au troisième tour de qualification avant d'être vaincu en barrages de Ligue Europa par le CSKA Sofia. En parallèle, VTB rachète la majorité des parts du club au cours de l'année 2009, en devenant le propriétaire majoritaire. Les années suivants ce rachat voient l'équipe se positionner fréquemment dans les cinq premiers entre 2011 et 2015, atteignant par ailleurs une nouvelle finale de coupe nationale en 2012 avant d'y être battu par le Rubin Kazan.
Renforcé à l'été 2014 par plusieurs joueurs étrangers réputés tels que Mathieu Valbuena, Tomáš Hubočan, William Vainqueur, Stanislav Manolev ou encore Alexander Büttner ainsi que l'arrivée de l'entraîneur Stanislav Tchertchessov, le club connaît notamment un parcours notable en Ligue Europa, où il remporte l'intégralité de ses matchs lors de la phase de groupes avant de battre l'équipe belge d'Anderlecht lors des seizièmes de finale, mais tombant finalement au tour suivant contre Naples. Il termine par ailleurs quatrième du championnat dans la foulée. Le Dynamo est cependant exclus des compétitions européennes à l'issue de la saison en raison de non-respect des règles du fair-play financier.

### 2016-: Retour en première division
Repris en main par l'entraîneur ukrainien Yuriy Kalitvintsev, le club ne s'éternise finalement pas au deuxième échelon, dominant nettement la saison 2016-2017 et assurant sa promotion à sept journées de la fin du championnat pour finalement l'emporter avec douze points d'avance sur son dauphin le FK Tosno tandis que Kirill Pantchenko termine meilleur buteur de la compétition avec 24 buts inscrits. En parallèle cependant, le club affiche des dettes s'élevant jusqu'à 13 milliards de roubles, soit approximativement 188 millions d'euros, et court le risque d'une perte de son statut professionnel. Dans ce contexte, la banque VTB décide de revendre ses parts du club à la société sportive Dynamo pour un rouble à la fin du mois de décembre 2016, celui-ci décidant de ne redevenir que simple sponsor de l'équipe.
Après un mauvais début d'exercice 2017-2018, Kalitvintsev est renvoyé au mois d'octobre 2017 et remplacé par Dmitri Khokhlov, qui amène l'équipe au maintien en terminant huitième à l'issue de la saison puis douzième en 2019. L'été 2019 voit le Dynamo dépenser pas moins de trente millions d'euros afin de reconstruire son effectif, dont vingt millions pour le seul Maximilian Philipp du Borussia Dortmund, qui devient la recrue la plus chère de l'histoire du club. Le reste des dépenses servent aux arrivées de Clinton Njie, Sebastian Szymański, Zaurbek Pliev, Oscar Hiljemark et Igor Kalinine, tandis que Sergueï Parchivliouk, Roman Neustädter, Ivan Ordets, Charles Kaboré, Ramil Sheydayev et Sylvester Igboun rejoignent le club gratuitement ou en prêt. Malgré cela, le début de saison 2019-2020 est très compliqué et voit l'équipe pointer en avant-dernière position après douze journées de championnat, ce qui amène à la démission de Dmitri Khokhlov au début du mois d'octobre et son remplacement par Kirill Novikov (en), d'abord en tant qu'intérimaire avant d'être confirmé à plein temps. Celui-ci amène par la suite le Dynamo à la sixième place du championnat, le qualifiant de ce fait pour la Ligue Europa. Le parcours qui s'ensuit y est cependant très bref, avec une élimination surprise d'entrée dès le deuxième tour de qualification face au club géorgien du Lokomotiv Tbilissi. Cette contre-performance, accompagnée par des mauvais débuts en championnat, amènent au départ de Novikov à la fin du mois de septembre 2020 et son remplacement par l'Allemand Sandro Schwarz. Le club termine par la suite la saison au septième rang.
L'exercice 2021-2022 voit le Dynamo jouer les premiers rôles en tant que prétendant constant au podium voire au titre de champion, bien que de mauvais résultats au cours de la fin de saison mettent prématurément un terme à cette dernière ambition. Après avoir occupé le rôle de dauphin pendant toute la deuxième partie de saison, la méforme du club ainsi qu'une lourde défaite 5-1 à domicile contre son concurrent direct Sotchi lors de la dernière journée le font chuter à la troisième place, ce qui constitue malgré tout son meilleur classement depuis 2008. Dans la foulée, il atteint également sa première finale de Coupe de Russie depuis 2012, mais doit s'incliner face au Spartak Moscou. Malgré ces performances, le Dynamo n'obtient aucune qualification européenne en raison de l'exclusion des clubs russes des compétitions internationales en réaction à l'invasion de l'Ukraine par la Russie en février 2022. Ce conflit a également pour conséquence la revente des parts de la banque VTB, affectée par les sanctions internationales, au sein du club à la société sportive Dynamo, qui redevient actionnaire majoritaire le 24 février 2022.
Peu après la fin de la saison, Sandro Schwarz quitte ses fonctions d'entraîneur. Il est remplacé par le Serbe Slaviša Jokanović.

## Bilan sportif

### Palmarès
| Compétitions russes | Compétitions soviétiques | Compétitions internationales |
| - Championnat de Russie - Vice-champion : 1994. - Championnat de Russie D2 (1) - Champion : 2017. - Coupe de Russie (1) - Vainqueur : 1995. - Finaliste : 1997, 1999, 2012 et 2022. | - Championnat d'Union soviétique (11) - Champion : 1936 (printemps), 1937, 1940, 1945, 1949, 1954, 1955, 1957, 1959, 1963 et 1976. - Vice-champion : 1946, 1947, 1948, 1950, 1956, 1958, 1962, 1967, 1970, 1986. - Coupe d'Union soviétique (6) - Vainqueur : 1937, 1953, 1967, 1970, 1977 et 1984. - Finaliste : 1945, 1949, 1950, 1955 et 1979. - Supercoupe d'Union soviétique (1) - Vainqueur : 1977. - Finaliste : 1984. | - Ligue des champions - Troisième tour de qualification : 2009. - Ligue Europa - Huitièmes de finale : 2015. - Coupe des coupes - Finaliste : 1972. - Coupe Intertoto - Demi-finales : 1997. |

### Classements en championnat
La frise ci-dessous résume les classements successifs du club en championnat d'Union soviétique de 1936 à 1991.
La frise ci-dessous résume les classements successifs du club en championnat de Russie depuis 1992.

### Bilan général
|               | Compétition                    | Titres | M     | V     | N   | D   | BP    | BC    | Diff.  |
| URSS          | Championnat d'Union soviétique | 11     | 1 502 | 717   | 408 | 377 | 2 479 | 1 478 | +1 001 |
| URSS          | Coupe d'Union soviétique       | 6      | 187   | 116   | 31  | 40  | 341   | 156   | +185   |
| URSS          | Coupe de la fédération         | -      | 26    | 11    | 7   | 8   | 36    | 33    | +3     |
| URSS          | Supercoupe d'Union soviétique  | 1      | 3     | 1     | 0   | 2   | 2     | 3     | -1     |
| URSS          | Total URSS                     | 18     | 1 718 | 845   | 446 | 427 | 2 858 | 1 670 | +1 188 |
|               |                                |        |       |       |     |     |       |       |        |
| Russie        | Championnat de Russie          | -      | 922   | 378   | 261 | 283 | 1 283 | 1 072 | +211   |
| Russie        | Championnat de Russie de D2    | 1      | 38    | 26    | 9   | 3   | 64    | 24    | +39    |
| Russie        | Coupe de Russie                | 1      | 107   | 61    | 15  | 31  | 173   | 100   | +73    |
| Russie        | Coupe de la Ligue              | -      | 2     | 0     | 1   | 1   | 2     | 3     | -1     |
| Russie        | Total Russie                   | 2      | 1 069 | 465   | 286 | 318 | 1 522 | 1 199 | +323   |
|               |                                |        |       |       |     |     |       |       |        |
| International | Ligue des champions            | -      | 2     | 1     | 0   | 1   | 1     | 2     | -1     |
| International | Coupe des coupes               | -      | 35    | 18    | 8   | 9   | 51    | 31    | +20    |
| International | Ligue Europa                   | -      | 69    | 27    | 18  | 24  | 88    | 95    | -7     |
| International | Coupe Intertoto                | -      | 6     | 3     | 2   | 1   | 10    | 9     | +1     |
| International | Coupe de la CEI                | -      | 3     | 3     | 0   | 0   | 10    | 2     | +8     |
| International | Total International            | -      | 115   | 52    | 28  | 35  | 160   | 139   | +21    |
|               |                                |        |       |       |     |     |       |       |        |
| Total         | Total                          | 20     | 2 902 | 1 362 | 760 | 780 | 4 540 | 3 008 | +1 532 |

## Personnalités du club

### Présidents
La liste suivante présente les présidents du club depuis 1989 :
- Vladimir Pilguy (1989-1990)
- Valeri Syssoïev (1991-1992)
- Nikolaï Tolstykh (1993-2001)
- Vladimir Oulianov (2002)
- Iouri Zavarzine (2002-2006)
- Dmitri Ivanov (2006-2009)
- Iouri Issaïev (2009-2012)
- Guennadi Soloviov (2012-2013)
- Boris Rotenberg (2013-2015)
- Vassili Titov (2015-2016)
- Vladimir Pronitchev (2016)
- Ievgueni Mouraviov (2016-2018)
- Sergueï Fiodorov (2018-2019)
- Andreï Milkine (intérim) (2019)
- Iouri Belkine (depuis janvier 2019)

### Entraîneurs
La liste suivante présente les différents entraîneurs du club depuis sa fondation :
- Vassili Jitarev (1923)
- Ivan Artemiev (1924-1926)
- Konstantin Blinkov (1927)
- Fiodor Seline (en) (1928-1932)
- Alekseï Sokolov (ru) (1933-1934)
- Konstantin Kvachnine (en) (1936)
- Viktor Doubinine (en) (1937)
- Mikhaïl Tovarovski (en) (1938)
- Viktor Doubinine (en) (janvier 1939-juillet 1939)
- Viktor Teterine (ru) (juillet 1939-août 1939)
- Lev Kortchebokov (en) (août 1939-septembre 1939)
- Viktor Teterine (ru) (septembre 1939-décembre 1939)
- Boris Arkadiev (janvier 1940-mai 1944)
- Lev Kortchebokov (en) (mai 1944-septembre 1944)
- Mikhail Yakushin (septembre 1944-mai 1950)
- Viktor Doubinine (en) (mai 1950-septembre 1951)
- Mikhaïl Semitchastny (septembre 1951-août 1953)
- Mikhail Yakushin (août 1953-décembre 1960)
- Vsevolod Blinkov (en) (1961)
- Oleksandr Ponomarov (janvier 1962-mai 1965)
- Viatcheslav Soloviov (mai 1965-décembre 1966)
- Konstantin Beskov (1967-1972)
- Gavriil Kachalin (1973-1974)
- Aleksandr Sevidov (janvier 1975-février 1979)
- Ivan Mozer (février 1979-mai 1979)
- Viktor Tsarev (mai 1979-août 1979)
- Ivan Mozer (août 1979-décembre 1979)
- Ievgueni Gorianski (en) (janvier 1980-septembre 1980)
- Adamas Golodets (septembre 1980-novembre 1980)
- Viatcheslav Soloviov (novembre 1980-mai 1983)
- Vadim Ivanov (en) (mai 1983-octobre 1983)
- Aleksandr Sevidov (octobre 1983-mai 1985)
- Eduard Malofeev (mai 1985-octobre 1987)
- Anatoli Bychovets (novembre 1987-juillet 1990)
- Semen Altman (en) (juillet 1990-mars 1991)
- Valeri Gazzaev (avril 1991-septembre 1993)
- Adamas Golodets (septembre 1993-décembre 1993)
- Konstantin Beskov (janvier 1994-septembre 1995)
- Adamas Golodets (septembre 1995-juin 1998)
- Gueorgui Iartsev (juin 1998-juin 1999)
- Alekseï Petrouchine (juin 1999-décembre 1999)
- Valeri Gazzaev (janvier 2000-avril 2001)
- Aleksandr Novikov (avril 2001-avril 2002)
- Viktor Prokopenko (avril 2002-novembre 2003)
- Jaroslav Hřebík (en) (novembre 2003-juillet 2004)
- Viktor Bondarenko (en) (juillet 2004-octobre 2004)
- Oleg Romantsev (octobre 2004-mai 2005)
- Andreï Kobelev (mai 2005-juillet 2005)
- Ivo Wortmann (juillet 2005-novembre 2005)
- Iouri Siomine (novembre 2005-août 2006)
- Andreï Kobelev (août 2006-avril 2010)
- Miodrag Božović (avril 2010-avril 2011)
- Sergueï Silkine (en) (avril 2011-août 2012)
- Dan Petrescu (août 2012-avril 2014)
- Stanislav Tchertchessov (avril 2014-juillet 2015)
- Andreï Kobelev (juillet 2015-mai 2016)
- Yuriy Kalitvintsev (en) (mai 2016-octobre 2017)
- Dmitri Khokhlov (octobre 2017-octobre 2019)
- Kirill Novikov (en) (octobre 2019-septembre 2020)
- Aliaksandr Kulchy (intérim) (septembre 2020-octobre 2020)
- Sandro Schwarz (octobre 2020-mai 2022)
- Slaviša Jokanović (juin 2022-mai 2023)

### Joueurs emblématiques

#### Distinctions individuelles

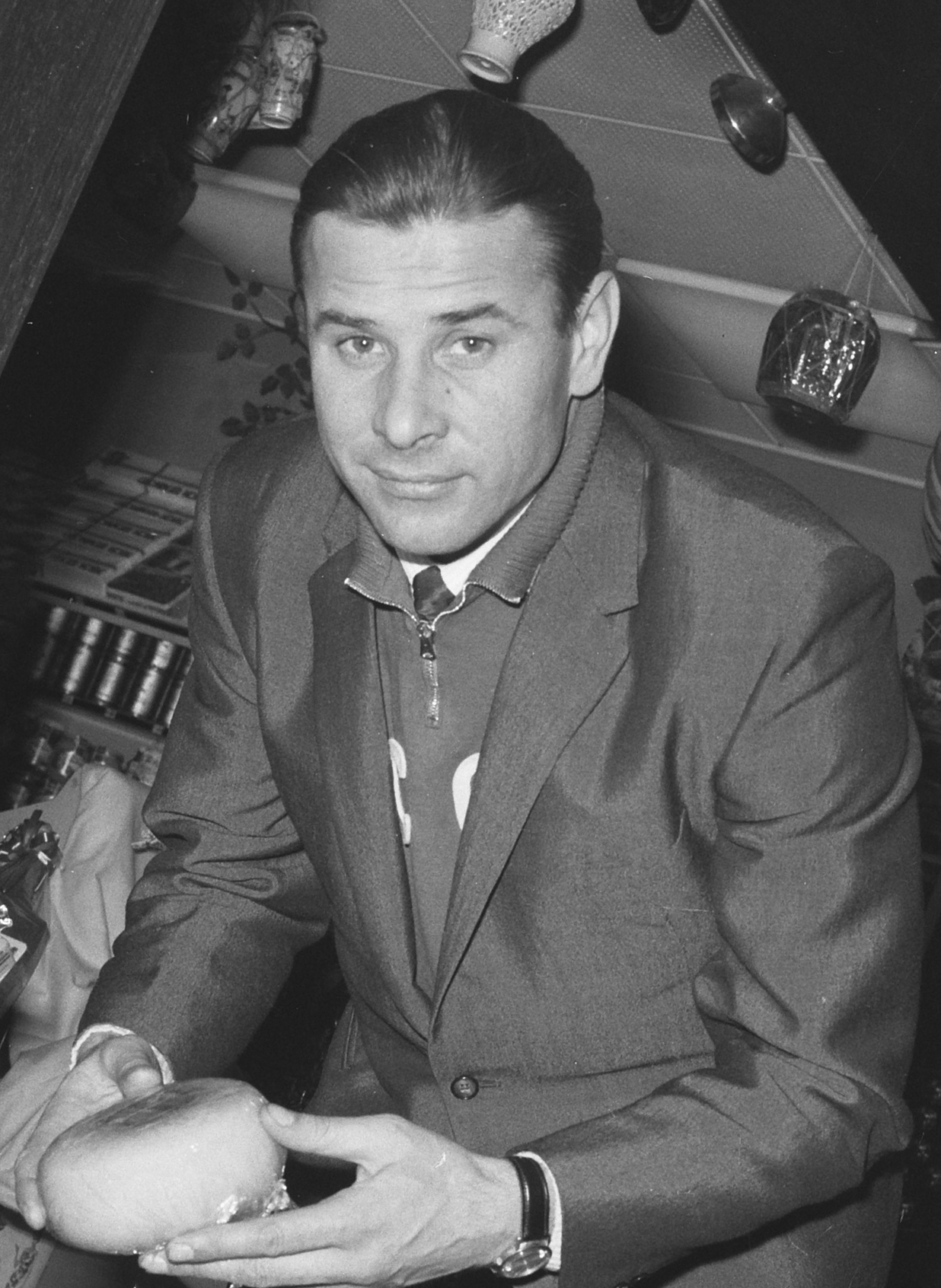
Le Ballon d'or 1963 Lev Yachine passe l'intégralité de sa carrière au Dynamo entre 1950 et 1970.

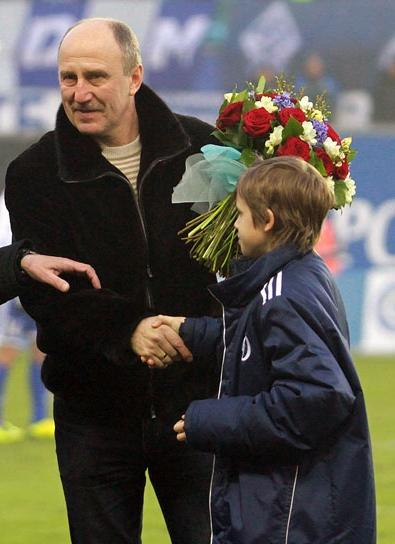
Avec 406 matchs joués entre 1975 et 1987, Aleksandr Novikov est le joueur le plus capé de l'histoire du club.

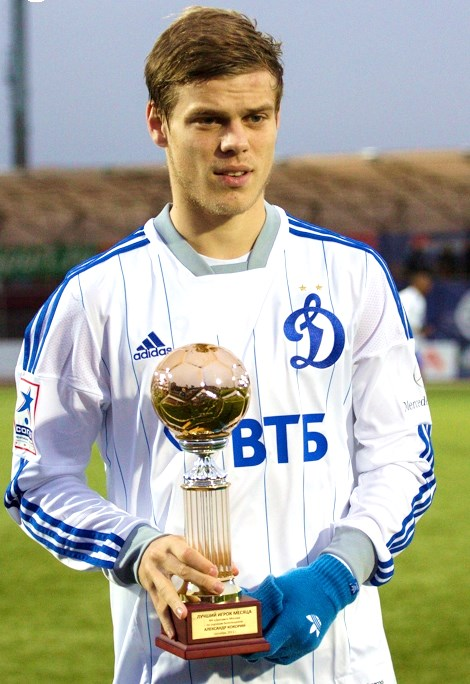
Formé au club, Aleksandr Kokorin évolue au Dynamo entre 2008 et 2016.

La liste suivante présente les joueurs ayant obtenu des distinctions individuelles notables au cours de leur passage au club, ou ayant été nommé dans la liste des 33 meilleurs joueurs de son histoire.
| Nom                      | Période au club          | Performances |
| ------------------------ | ------------------------ | --- |
| Fiodor Seline (en)       | 1927-1935                | Liste des 33 meilleurs joueurs de l'histoire du club. |
| Vassili Smirnov          | 1931-1939                | Meilleur buteur du championnat soviétique en 1937. Liste des 33 meilleurs joueurs de l'histoire du club. |
| Sergueï Iline (ru)       | 1931-1945                | Liste des 33 meilleurs joueurs de l'histoire du club. |
| Mikhail Yakushin         | 1933-1944                | Liste des 33 meilleurs joueurs de l'histoire du club. |
| Ievgueni Ieliseïev       | 1936-1941                | Liste des 33 meilleurs joueurs de l'histoire du club. |
| Mikhaïl Semitchastny     | 1936-1950                | Meilleur buteur du championnat soviétique au printemps 1936. Liste des 33 meilleurs joueurs de l'histoire du club. |
| Vsevolod Radikovski (ru) | 1938-1948                | Liste des 33 meilleurs joueurs de l'histoire du club. |
| Vassili Trofimov         | 1939-1953                | Équipe-type du championnat soviétique en 1948 et 1950. Liste des 33 meilleurs joueurs de l'histoire du club. |
| Sergueï Soloviov         | 1940-1952                | Meilleur buteur de l'histoire du club (152 buts). Meilleur buteur du championnat soviétique en 1940 et 1948. Liste des 33 meilleurs joueurs de l'histoire du club. |
| Vsevolod Blinkov (en)    | 1940-1953                | Équipe-type du championnat soviétique en 1948 et 1949. Liste des 33 meilleurs joueurs de l'histoire du club. |
| Konstantin Beskov        | 1941-1954                | Équipe-type du championnat soviétique en 1949 et 1950. Liste des 33 meilleurs joueurs de l'histoire du club. |
| Alekseï Khomitch (en)    | 1944-1952                | Liste des 33 meilleurs joueurs de l'histoire du club. |
| Leonid Soloviov (ru)     | 1944-1953                | Liste des 33 meilleurs joueurs de l'histoire du club. |
| Vassili Kartsev (en)     | 1945-1951                | Liste des 33 meilleurs joueurs de l'histoire du club. |
| Vladimir Iline           | 1946-1957                | Meilleur buteur du championnat soviétique en 1954. |
| Sergueï Salnikov         | 1950-1954                | Équipe-type du championnat soviétique en 1953. |
| Lev Yachine              | 1950-1970                | Ballon d'or en 1963. Membre de l'équipe mondiale du XXe siècle. Joueur en or de l'UEFA. Gardien de but soviétique de l'année en 1960, 1963 et 1966. Équipe-type du championnat soviétique à treize reprises entre 1953 et 1968. Liste des 33 meilleurs joueurs de l'histoire du club. |
| Ievgueni Baïkov (ru)     | 1951-1958                | Équipe-type du championnat soviétique en 1953. |
| Konstantin Krizhevsky    | 1953-1961                | Équipe-type du championnat soviétique en 1953. Liste des 33 meilleurs joueurs de l'histoire du club. |
| Boris Kuznetsov          | 1953-1961                | Équipe-type du championnat soviétique en 1957, 1958 et 1959. Liste des 33 meilleurs joueurs de l'histoire du club. |
| Vladimir Ryjkine         | 1953-1961                | Liste des 33 meilleurs joueurs de l'histoire du club. |
| Genrich Fiedosov         | 1954-1961                | Équipe-type du championnat soviétique en 1957. |
| Viktor Tsarev            | 1954-1966                | Liste des 33 meilleurs joueurs de l'histoire du club. |
| Iouri Kuznetsov (en)     | 1955-1959                | Équipe-type du championnat soviétique en 1959. |
| Vladimir Kesarev         | 1956-1965                | Équipe-type du championnat soviétique en 1957, 1958 et 1959. Liste des 33 meilleurs joueurs de l'histoire du club. |
| Eduard Mudrik            | 1957-1968                | Équipe-type du championnat soviétique en 1964. |
| Igor Tchislenko          | 1957-1970                | Équipe-type du championnat soviétique en 1964 et 1966. Liste des 33 meilleurs joueurs de l'histoire du club. |
| Viktor Anichkin          | 1960-1972                | Équipe-type du championnat soviétique en 1967. Liste des 33 meilleurs joueurs de l'histoire du club. |
| Valeri Maslov (en)       | 1961-1971                | Liste des 33 meilleurs joueurs de l'histoire du club. |
| Valery Zikov             | 1966-1975                | Équipe-type du championnat soviétique en 1967, 1968, 1970 et 1971. Liste des 33 meilleurs joueurs de l'histoire du club. |
| Guennadi Ievrioujikine   | 1966-1976                | Équipe-type du championnat soviétique en 1970. Liste des 33 meilleurs joueurs de l'histoire du club. |
| Anatoli Kojemiakine (en) | 1970-1974                | Équipe-type du championnat soviétique en 1973. |
| Vladimir Pilguy          | 1970-1981                | Gardien de but soviétique de l'année en 1973. Équipe-type du championnat soviétique en 1973. Liste des 33 meilleurs joueurs de l'histoire du club. |
| Aleksandr Makhovikov     | 1970-1983                | Équipe-type du championnat soviétique en 1977 et 1978. Liste des 33 meilleurs joueurs de l'histoire du club. |
| Oleg Dolmatov            | 1972-1979                | Liste des 33 meilleurs joueurs de l'histoire du club. |
| Aleksandr Bubnov         | 1974-1982                | Équipe-type du championnat soviétique en 1977 et 1978. |
| Aleksandr Novikov        | 1975-1987                | Joueur le plus capé de l'histoire du club (406 matchs). Liste des 33 meilleurs joueurs de l'histoire du club. |
| Aleksandr Minayev        | 1976-1984                | Équipe-type du championnat soviétique en 1976. |
| Aleksandr Ouvarov        | 1978-1991                | Équipe-type du championnat soviétique en 1990. |
| Valeri Gazzaev           | 1979-1985                | Liste des 33 meilleurs joueurs de l'histoire du club. |
| Aleksandr Borodiouk      | 1982-1989                | Meilleur buteur du championnat soviétique en 1986 et 1988. |
| Andreï Kobelev           | 1985-1992 1995-1998 2002 | Liste des 33 meilleurs joueurs de l'histoire du club. |
| Igor Dobrovolski         | 1986-1990 1993-1994      | Footballeur soviétique de l'année en 1990. Équipe-type du championnat soviétique entre 1989 et 1990. Liste des 33 meilleurs joueurs de l'histoire du club. |
| Igor Kolyvanov           | 1986-1991                | Footballeur soviétique de l'année en 1991. Meilleur buteur du championnat soviétique en 1991. Équipe-type du championnat soviétique en 1991. |
| Viktor Losev             | 1986-1992                | Liste des 33 meilleurs joueurs de l'histoire du club. |
| Igor Skliarov            | 1987-1993                | Équipe-type du championnat russe en 1992. |
| Andreï Tchernychov       | 1988-1991 1993-1994      | Équipe-type du championnat soviétique en 1990 et 1991. |
| Igor Simutenkov          | 1990-1994                | Footballeur de l'année en Russie en 1994. Meilleur buteur du championnat russe en 1994. Équipe-type du championnat russe en 1994. |
| Omari Tetradze           | 1991-1994                | Équipe-type du championnat russe en 1994. |
| Vali Gasimov             | 1992                     | Meilleur buteur du championnat russe en 1992. Équipe-type du championnat russe en 1992. |
| Oleg Teriokhine          | 1995-1999                | Équipe-type du championnat russe en 1997 et 1998. |
| Dmytro Tyapushkin (en)   | 1997-1998                | Gardien de but de l'année en Russie en 1997. |
| Rolan Goussev            | 1997-2002                | Équipe-type du championnat russe en 2000 et 2001. |
| Danny                    | 2005-2008                | Équipe-type du championnat russe en 2008. |
| Denis Kolodine           | 2005-2013                | Équipe-type du championnat russe en 2006 et 2008. |
| Aleksandr Kokorin        | 2008-2016                | Équipe-type du championnat russe en 2013 et 2014. |
| Aleksandr Samedov        | 2010-2012                | Équipe-type du championnat russe en 2012. |
| Arsen Zakharyan          | 2020-                    | Équipe-type du championnat russe en 2022. |
| Fabián Balbuena          | 2021-                    | Équipe-type du championnat russe en 2022. |

| # | Nom                  | Période   | Matchs |
| - | -------------------- | --------- | ------ |
| 1 | Aleksandr Novikov    | 1975-1987 | 406    |
| 2 | Lev Yachine          | 1950-1970 | 365    |
| 3 | Aleksandr Makhovikov | 1971-1983 | 363    |
| 4 | Valeri Maslov (en)   | 1961-1971 | 351    |
| 5 | Sergueï Nikouline    | 1970-1984 | 337    |

| # | Nom               | Période   | Buts |
| - | ----------------- | --------- | ---- |
| 1 | Sergueï Soloviov  | 1940-1952 | 152  |
| 2 | Konstantin Beskov | 1941-1954 | 115  |
| 3 | Valeri Gazzaev    | 1979-1985 | 87   |
| 4 | Oleg Teriokhine   | 1995-1999 | 79   |
| 5 | Vassili Trofimov  | 1939-1953 | 76   |

#### Autres joueurs notables
- Iouri Avroutski (en) (1962-1971)
- Vladimir Basalaïev (en) (1971-1975)
- Nikolaï Bobkov (en) (1962-1968)
- Igor Boulanov (en) (1982-1989)
- Vladimir Chtapov (en) (1964-1971)
- Vladimir Echtrekov (en) (1968-1973)
- Valeri Fadeïev (ru) (1959-1966)
- Mikhaïl Gerchkovitch (en) (1972-1979)
- Vladimir Glotov (1960-1966)
- Aleksandr Golovnia (en) (1982-1986)
- Nikolaï Gontar (en) (1972-1984)
- Guennadi Goussarov (1963-1968)
- Vadim Ivanov (en) (1962-1968)
- Ievgueni Joukov (en) (1969-1974)
- Vassili Karataïev (en) (1983-1989)
- Vladimir Kozlov (1967-1976)
- Valeri Korolenkov (1958-1967)
- Nikolaï Latych (en) (1979-1984)
- Aleksandr Maksimenkov (1976-1981)
- Aleksandr Maliavkine (ru) (1944-1950)
- Valeri Maslov (en) (1961-1971)
- Valeri Matiounine (en) (1978-1986)
- Aleksandr Molodtsov (en) (1978-1987)
- Arkadi Nikolaïev (ru) (1959-1964)
- Sergueï Nikouline (1969-1984)
- Aleksandr Petrov (ru) (1945-1951)
- Alekseï Petrouchine (1970-1981)
- Iouri Poudychev (1973-1975, 1974-1986)
- Boris Pozdniakov (en) (1985-1989)
- Aleksei Proudnikov (1983-1987)
- Gueorgui Riabov (en) (1960-1970)
- Vladimir Savdounine (en) (1945-1956)
- Sergueï Silkine (en) (1980-1989)
- Iouri Siomine (1968-1971)
- Aleksandr Sokolov (ru) (1949-1961)
- Igor Tchislenko (1957-1970)
- Nikolaï Tolstykh (en) (1980-1989)
- Iouri Vchivtsev (1962-1968)
- Andreï Yakubik (1967-1980)
- Dmitri Bulykine (2001-2007)
- Dmitri Cheryshev (1993-1996)
- Anton Chounine (2007-)
- Vladimir Gaboulov (2001, 2008-2011, 2013-2016)
- Vladimir Granat (2005-2015)
- Sergueï Grichine (en) (1996-2000)
- Artur Ioussoupov (2009-2015, 2019-)
- Iouri Jirkov (2013-2016)
- Aleksandr Kerjakov (2008-2010)
- Dmitri Khokhlov (2006-2010)
- Sergueï Kiriakov (1987-1992)
- Denis Kliouïev (en) (1994, 1999-2001)
- Andreï Kobelev (1985-1992, 1995-1998, 2002)
- Dmitri Kombarov (2005-2010)
- Kirill Kombarov (2006-2010)
- Youri Kovtun (1993-1998)
- Alekseï Kozlov (2013-2019)
- Grigori Morozov (en) (2013-)
- Sergueï Nekrasov (1993-1999)
- Aleksandr Sapeta (en) (2011-2014, 2016-2017)
- Igor Semchov (2006-2008, 2010-2013)
- Ievgueni Smertine (en) (1988-1994)
- Andreï Smetanine (en) (1987-1997)
- Omari Tetradze (1990-1994)
- Aleksandr Totchiline (1995-2008)
- Leandro Fernández (2006-2014)
- Roman Berezovsky (2002-2005, 2012-2015)
- Luke Wilkshire (2008-2014)
- Zvjezdan Misimović (2011-2012)
- Erik Iakhimovitch (en) (1994-2000)
- Maksim Romaschenko (1997-2000, 2004-2006)
- Sergueï Shtaniuk (1996-2000)
- Adrian Ropotan (2009-2012)
- Christian Noboa (2012-2015)
- Mathieu Valbuena (2014-2015)
- Kevin Kurányi (2010-2015)
- Balázs Dzsudzsák (2012-2015)
- Jovan Tanasijević (2003-2009)
- Costinha (2005-2006)
- Maniche (2005-2006)
- Ognjen Koroman (2002-2003)
- Marko Lomić (2010-2014)
- Andriy Voronin (2010-2014)

## Identité du club

### Historique du logo

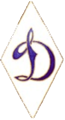
1926
1997-2015
Depuis 2015

### Stades et affluences

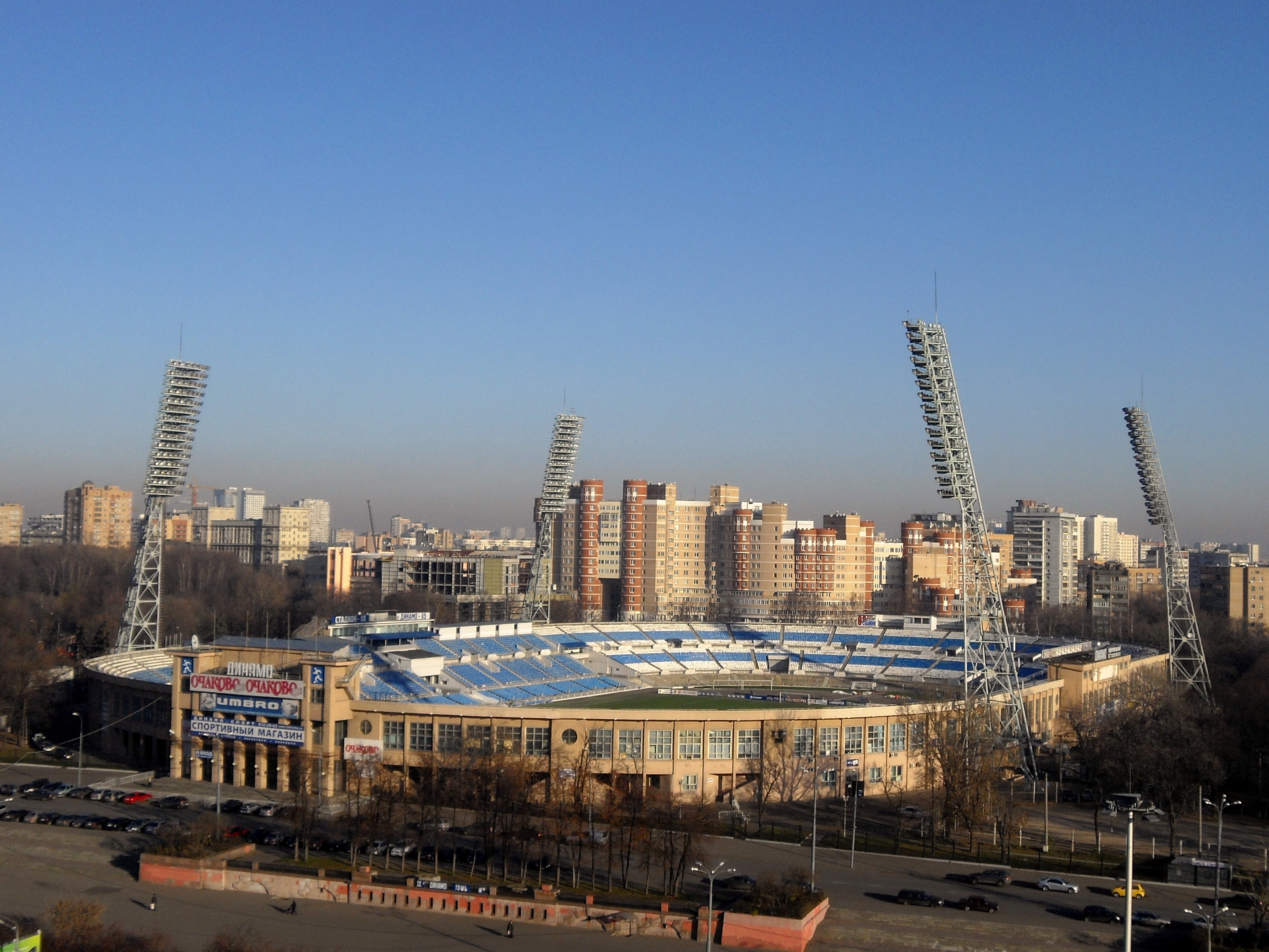
Photographie de l'ancien stade Dynamo en 2008.

Dès sa fondation, le Dynamo Moscou évolue au sein du stade Dynamo et ce durant toute la période soviétique, la capacité de l'enceintre variant au fil du temps avec un maximum établi à environ 70 000 places avant d'être progressivement réduit à un peu plus de 35 000. En 2008, le stade Dynamo est fermé puis démoli pour laisser placer à une nouvelle enceinte, le club devant pendant ce temps jouer ses matchs à l'Arena Khimki, qui peut accueillir environ 18 000 personnes. Cette situation dure pendant près de onze ans avant que le Dynamo puisse enfin emménager au sein de la nouvelle VTB Arena, d'une capacité de 26 319 places, au mois de mai 2019.